# (33629) 1999 JK76
1999 JK76 (asteroide 33629) é um asteroide da cintura principal. Possui uma excentricidade de 0.26422280 e uma inclinação de 16.03752º.
Este asteroide foi descoberto no dia 10 de maio de 1999 por LINEAR em Socorro.